# 소코우프군

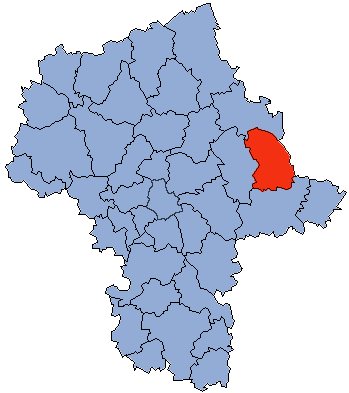
마조프셰주 지도에 표시된 소코우프군의 위치

소코우프군(폴란드어: powiat sokołowski)은 폴란드 마조프셰주에 위치한 군으로 군청 소재지는 소코우프포들라스키이며 면적은 1,131.42km2, 인구는 53,992명(2019년 기준), 인구 밀도는 48명/km2이다.
북쪽으로는 오스트루프군, 포들라스키에주 비소키에마조비에츠키에군, 동쪽으로는 포들라스키에주 시에미아티체군, 남쪽으로는 시에들체군, 서쪽으로는 벵그루프군과 접한다. 9개 지방 자치체(1개 도시, 1개 도시형 농촌, 7개 농촌)를 관할한다.

군 문장